# Bernard Arnault
Bernard Jean Étienne Arnault (Roubaix, 5 març de 1949) és un magnat empresarial, inversor i col·leccionista d'art francès. És el cofundador, president i conseller delegat de LVMH Moët Hennessy – Louis Vuitton, l'empresa de productes de luxe més gran del món.
Arnault és també propietari del diari Le Parisien i del diari d'economia Les Échos. Amb la seva família, tenien un valor net estimat de 159.000 milions de dòlars durant el 2022 segons la revista Forbes, fet que el convertí en la segona persona més rica del món i la més rica d'Europa. Dos anys després, a les primeries del 2024, un increment sobtat de fins a 23.100 milions més en la seva fortuna personal el situaren definitivament, amb dos-cents set mil vuit-cents milions de dòlars (207.800.000.000 $) com l'humà més ric del món, per davant del sud-africà Elon Musk.